# Elaea gestroi
Elaea gestroi es una especie de mantis de la familia Mantidae.